# Assemblea Nacional d'Eslovènia
L'Assemblea Nacional d'Eslovènia (Državni zbor) és la cambra baixa del parlament de la república d'Eslovènia. Té 90 membres, escollits per a quatre anys, 88 d'ells pel sistema de representació propoarional directa i 2 membres escollits per les minories ètniques (italians i hongaresos) pel Mètode Borda, que tenen dret de veto absolut en matèria referent a grups ètnics.
L'actual President de l'Assemblea Nacional és France Cukjati.

## Últimes eleccions
Resultat de les eleccions de 3 d'octubre de 2004 a l'Assemblea Nacional d'Eslovènia 
| Partits                                                                                             | Vots      | %    | Escons |
| --------------------------------------------------------------------------------------------------- | --------- | ---- | ------ |
| Partit Democràtic Eslovè (Slovenska demokratska stranka, SDS)                                       | 281,710   | 29.1 | 29     |
| Liberal Democràcia d'Eslovènia (Liberalna demokracija Slovenije, LDS)                               | 220,848   | 22.8 | 23     |
| Llista Unida dels Socialdemòcrates (Združena Lista socialnih demokratov, ZLSD)                      | 98,527    | 10.2 | 10     |
| Nova Eslovènia – Partit Cristià Popular (Nova Slovenija – Kršcanska ljudska stranka, NSi)           | 88,073    | 9.0  | 9      |
| Partit Popular Eslovè (Slovenska ljudska stranka, SLS)                                              | 66,032    | 6.8  | 7      |
| Partit Nacional Eslovè (Slovenska nacionalna stranka, SNS)                                          | 60,750    | 6.3  | 6      |
| Partit Democràtic dels Pensionistes d'Eslovènia (Demokraticna stranka upokojencev Slovenije, DeSUS) | 39,150    | 4.0  | 4      |
| Eslovènia Activa (Aktivna Slovenija)                                                                |           | 3.0  | -      |
| Eslovènia és Nostra (Slovenija je naša, SJN)                                                        |           | 2.6  | -      |
| Partit dels Joves d'Eslovènia (Stranka mladih Slovenije, SMS)                                       |           | 2.1  | -      |
| Minories ètniques hongareses i italianes                                                            |           |      | 2      |
| Total (participació 60.5 %)                                                                         | 991,123   |      | 90     |
| Ciutadans amb dret de vot                                                                           | 1,634,402 |      |        |
| Font: Center Vlade za Informatiko.                                                                  |           |      |        |